# Ocotea michelsonii
Ocotea michelsonii är en lagerväxtart som beskrevs av Robyns & Wilczek. Ocotea michelsonii ingår i släktet Ocotea och familjen lagerväxter. Inga underarter finns listade i Catalogue of Life.